# Elsje de Wijn
Pour les articles homonymes, voir Wijn.
 (janvier 2019).
Si vous disposez d'ouvrages ou d'articles de référence ou si vous connaissez des sites web de qualité traitant du thème abordé ici, merci de compléter l'article en donnant les références utiles à sa vérifiabilité et en les liant à la section « Notes et références ».
Elsje de Wijn, née le 3 janvier 1944 à Amsterdam, est une actrice néerlandaise.

## Filmographie

### Cinéma et téléfilms
- 1971 : Een huis in een schoen (nl) : Mère d'Annabel
- 1972-1974 : Citroentje met suiker (nl) : Deux rôles (Sjeenie et Jenny)
- 1973 : Frank en Eva (nl) : La collègue d'Eva
- 1974 : Merijntje Gijzens Jeugd : Marie van Tol
- 1975 : Heb medelij, Jet! (nl) : Aafje
- 1980 : Bekende gezichten, gemengde gevoelens (nl) : Hedda
- 1981 : Zesde klas (nl) : La professeur d'artisanat
- 1984 : De stille Oceaan : La réceptionniste
- 1986 : Max Laadvermogen: beterweter : Ma
- 1989 : Steil achterover (nl) : Do
- 1991 : 12 steden, 13 ongelukken (nl) : Connie van den Burg
- 1991 : Oog in oog : La femme
- 1992 : Voor een verloren soldaat : Mem
- 1993 : Zeg 'ns Aaa : Mme van Kerckhoven
- 1993 : Verhalen van de straat : Mariëlle
- 1994 : Pleidooi (nl) : La juge Ankersmit
- 1994 : Seth & Fiona (nl) : Mme Schelto Patijn
- 1995-1996 : Ik ben je moeder niet (nl) : Trudy Ebbers
- 1997-1999 : Baantjer : Deux rôles (Marianne et Petra de Boer)
- 1998 : Het 14e kippetje (nl) : Mme Ackerman
- 1998 : Het jaar van de opvolging (nl) : Joke Krassemeier
- 2000 : Verkeerd verbonden (nl) : Sophie de Swaan
- 2003 : Gemeentebelangen (nl) : Mme Storm
- 2007 : Van Speijk : La sœur de De Bruin
- 2007-2008 : Julia's Tango (nl) : Annet Kramer